# Isotopes de l'oganesson
L'oganesson (Og, numéro atomique 118) est l'élément le plus lourd synthétisé. Il ne possède pas d'isotopes naturels, et ne possède donc pas de masse atomique standard. Le premier isotope à avoir été synthétisé et le seul à l'avoir été en 2015 est 294Og, de demi-vie extrêmement courte (890 microsecondes).

## Table
| Symbole de l'isotope | Z (p) | N (n) | Masse isotopique (u) | Demi-vie | Mode(s) de désintégration | Isotope(s)-fils |
| -------------------- | ----- | ----- | -------------------- | -------- | ------------------------- | --------------- |
| 294Og                | 118   | 176   | 294,21392(71)#       | 890 µs   | α                         | 290Lv           |